# Айхман, Лео
Лео А́йхман (нем. Leo Eichmann; род. 24 декабря 1936, Эрнечвиль, Санкт-Галлен) — швейцарский футболист, играл на позиции вратаря. Участник чемпионата мира 1966 года.

## Биография

### Клубная карьера
В начале карьеры Айхман играл за «Цюрих», но в этом клубе он был запасным вратарём и сыграл только 9 матчей. В 1956 году перешёл в «Шаффхаузен», в составе которого отыграл один сезон.
В 1957 году перешёл в «Ла-Шо-де-Фон», в котором прошла большая часть его карьеры. Айхман играл за команду в течение 13 сезонов, выиграл Кубок Швейцарии в 1961 году и чемпионский титул в 1964 году. Всего сыграл за «Ла-Шо-де-Фон» в Суперлиге 284 матча. В сезоне 1958/59 играл за «Грассхоппер», сыграв за эту команду 25 матчей.
Последние два сезона играл в «Брюле», в котором он также был играющим тренером.

### Карьера в сборной
Дебютировал за сборную Швейцарии 18 июня 1966 года в товарищеском матче со сборной Мексики — та встреча закончилась 1:1. Входил в состав сборной Швейцарии на чемпионате мира 1966 года, где сыграл в матче группового этапа со сборной Аргентины (0:2). Проиграв три матча на групповом этапе, сборная Швейцарии в плей-офф не попала.

## Достижения
«Ла-Шо-де-Фон»
- Чемпион Швейцарии (1): 1963/64
- Обладатель Кубка Швейцарии (1): 1960/61